# Lindsey Way

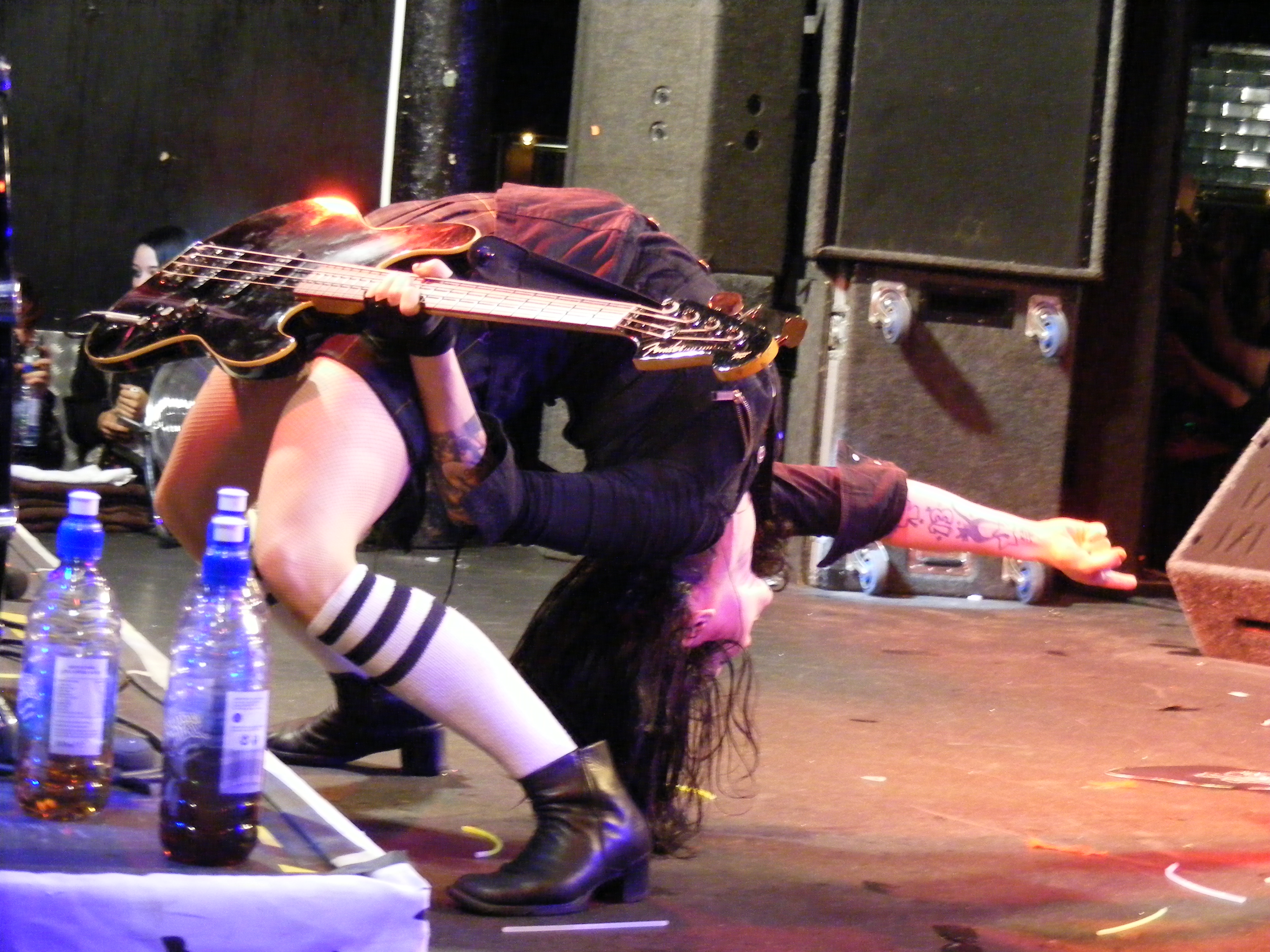
Lyn-Z realizando uno de sus movimientos característicos el 10 de julio de 2008

Lindsey Ann Way (nacida Lindsey Ann Ballato; Dunoon, Escocia, Reino Unido; 21 de mayo de 1976), conocida artísticamente como Lyn-Z, es una artista escocesa, conocida por ser la encargada de hacer performance como bajista de Mindless Self Indulgence y ser la esposa de Gerard Way.

## Biografía

### Primeros años
Ballato nació el 21 de mayo de 1976 en Escocia concretamente en (Dunoon). De ascendencia francesa e india. Se mudó a Brooklyn (Nueva York) a la edad de 17 años, donde ingresó al Instituto Pratt con el objetivo de estudiar Bellas Artes e Ilustración. Más tarde, realizó trabajos como artista de vidrieras comerciales y asistió a clases con el pintor Ron English en la ciudad de Nueva York. Desde entonces sus obras han sido presentadas en la Exposición de Arte del Trigésimo Segundo Aniversario del emblemático club CBGB tituladas Hung y Draw: a travelling group show.

### Mindless Self Indulgence
Formó parte de una banda punk de tributo a Dolly Parton llamada Beg Yer Parton, antes de incorporarse a la banda Mindless Self Indulgence Tras hacer una audición, la banda decidió incorporarla para ser "la bonita" del grupo, en palabras de Jimmy Urine. Lyn-Z sustituyó a la bajista Vanessa YT a finales de 2001, después del lanzamiento del disco Frankenstein Girls Will Seem Strangely Sexy y antes de Alienating Our Audience. Junto con el artista Jorden Haley, Lyn-Z contribuyó con la presentación artística del CD You'll Rebel To Anything. Afirma que, tras años de gira, su inspiración ha sido el mundo de la cultura artística junto con influencias que incluyen a Mary Blair, Henry Darger y Georges Melies.
La presencia escenográfica de Lyn-Z es altamente activa, ella está en movimiento constantemente mientras agita a la multitud que representa la audiencia. Ella se sumerge en la multitud con frecuencia, lanzándose hacia la misma en una práctica popularmente conocida como Stage diving. Su flexibilidad es un componente significativo de los conciertos de Mindless Self Indulgence, mientras toca el bajo haciendo el puente o la araña contorsionándose hacia atrás. Lyn-Z viste un uniforme de colegiala regularmente cuando se encuentra sobre el escenario, su vestimenta encaja con el estilo Alt Schoolgirl. 

### Arte
El 13 de noviembre de 2010, presentó una colección de trece dioramas tituladas 'HUSH', en la Galería Dark Dark Science formando parte de una exposición conjunta denominada 'Smile Even If It Hurts' en compañía de su colega y amiga Jessicka. El 11 de diciembre de 2010 comenzó a funcionar su sitio web LindseyWay.com, exhibiendo una galería con sus mejores obras. También contribuyó recientemente con una de sus obras para la Exhibición de Arte del Décimo Quinto Aniversario de South Park en la Galería Opera de New York. En agosto del 2012 colaboró con una exposición grupal titulada "LA MiXTAPE" llevada a cabo en la Lebasse Projects Gallery, localizada en Chinatown (Los Ángeles). Su última colaboración tuvo lugar el 22 de septiembre de 2012 junto a AFA NYC (Animazing Fine Art), una transcendental galería de Nueva York vigente desde 1984, en la exposición "Awakened" en la forma de una pieza titulada "Winter Summer Giraffe".

## Vida personal
En 2002, Ballato fue hospitalizada a causa del colapso de uno de sus pulmones. El 3 de septiembre de 2007, en Englewood (Colorado), contrajo matrimonio con Gerard Way, cantante de la banda My Chemical Romance, en el Anfiteatro Coors. La pareja se casó tras bastidores el último día de la gira Projekt Revolution 2007, una gira de conciertos llevada a cabo por Linkin Park en la cual ambos se reencontraron tras haberse conocido en 2002, cuando My Chemical Romance fue telonero de la banda Mindless Self Indulgence. Un miembro del personal de Live Nation's touring, que resultó ser un ministro ordenado, llevó a cabo la ceremonia de bajo perfil. Tuvieron una hija llamada Bandit Lee Way, que nació el 27 de mayo de 2009 en Los Ángeles (California).

## Discografía

### Mindless Self Indulgence
Álbumes de estudio
- 2005: You'll Rebel to Anything
- 2008: If
- 2013: How I Learned to Stop Giving a Shit and Love Mindless Self Indulgence

EP
- 2003: Despierta Los Niños
- 2006: Another Mindless Rip Off

Álbumes en vivo
- 2002: Alienating Our Audience